# Azimutale Sonnenuhr

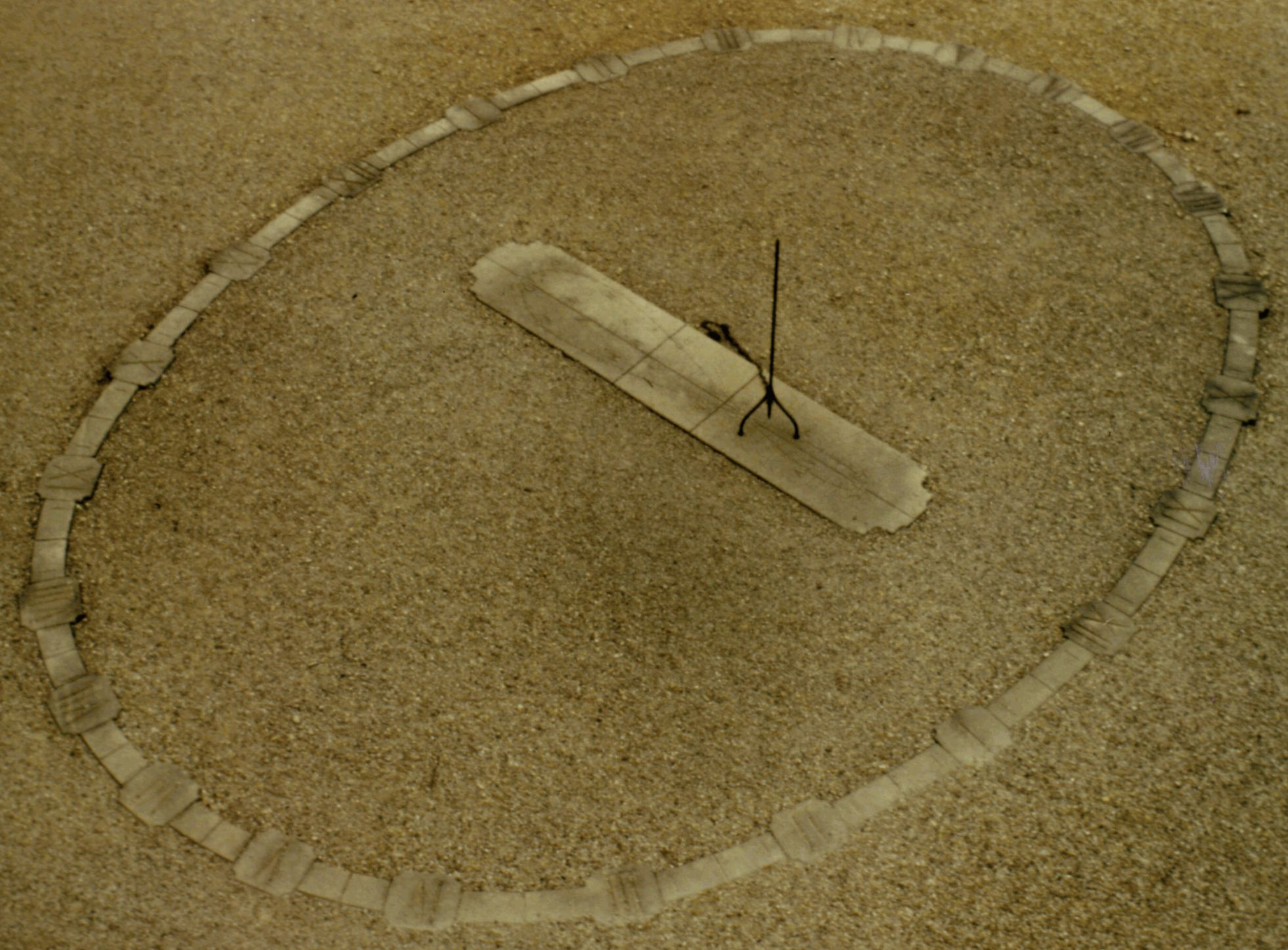
Historische analemmatische Sonnenuhr in Brou,
Schattenstab angekettet

Bei einer Azimutalen Sonnenuhr wird das Azimut der Sonne gemessen. Bei zusätzlichem Gebrauch des Deklinationswinkels der Sonne, der bekannt sein (oder anderweitig gemessen werden) muss, lässt sich vom Zifferblatt dieser Sonnenuhr die Tageszeit ablesen; d. h. das mit diesem Typ Sonnenuhr gemessene Azimut ist zunächst nur ein indirektes Maß für die Tageszeit.
Azimutale Sonnenuhren sind Orts-fest, ihr Schattenwerfer ist ein vertikaler Stab. Das Zifferblatt ist meistens horizontal.
Die verbreitetsten Azimutalen Sonnenuhren sind die Sonnenuhrenspinne und die Analemmatische Sonnenuhr.

## Messprinzip
Normalerweise wird bei einer Sonnenuhr der Stundenwinkel τ der Sonne gemessen, der ein direktes Maß der Tageszeit ist. Zusätzlich und ebenfalls direkt wird mit derselben Sonnenuhr oft auch die zweite äquatoriale Koordinate (ortsfestes System) gemessen: der Deklinationswinkel δ als ungefähres Jahresdatum (Zwei-Zweck-Sonnenuhr).
Der Höhenwinkel h und das Azimut a sind die beiden Sonnen-Koordinaten im horizontalen Koordinatensystem. Sonnenuhren, die diese Koordinaten messen und damit auf die Tageszeit schließen lassen, sind die Höhensonnenuhren bzw. die Azimutalen Sonnenuhren.
Eine Umrechnungsgleichung zwischen äquatorialem und horizontalem Koordinatensystem lautet:
{\displaystyle {\begin{aligned}\tan a&={\frac {\cos \delta \cdot \sin \tau }{\sin \varphi \cdot \cos \delta \cdot \cos \tau -\cos \varphi \cdot \sin \delta }}\\&={\frac {\sin \tau }{\sin \varphi \cdot \cos \tau -\cos \varphi \cdot \tan \delta }}\end{aligned}}},
was zeigt, dass der Stundenwinkel τ eine Funktion des Azimuts a und des Deklinationswinkels δ ist (außerdem hängen azimutale Sonnenuhren ab von der geographischen Breite {\displaystyle \varphi =\mathrm {const.;} } sie sind für eine bestimmte Breite eingerichtet):
{\displaystyle \Rightarrow \tau =f(a,\delta ;\varphi )=\dots }
Anders ausgedrückt: die Deklination wird als Eingabegröße gebraucht, um den Stundenwinkel - d. h. die Tageszeit - über das Azimut zu bestimmen.
Die Deklination erscheint auf den Zifferblättern der Azimutalen Sonnenuhren
- als eine Schar von Datumslinien (bei der Sonnenuhrenspinne) oder
- wird zur Positionierung des Schattenwerfers verwendet (bei der Analemmatischen Sonnenuhr).

## Einzelnachweis
1. ↑  Sonnenuhren-Handbuch, Arbeitskreis Sonnenuhren in der Deutschen Gesellschaft für Chronometrie, 2006, Seite 20